# Хаджалмахи
Хаджалмахи (дарг. Хажалмахьи) — село в Левашинском районе Дагестана.
Является административным центром сельского поселения Хаджалмахинский сельсовет.

## География
Село расположено на юго-западе от районного центра Леваши. Ближайшие сёла: на северо-востоке — Орада Чугли и Хахита, на северо-западе — Аймаки и Гергебиль, на юге — Цудахар, на юго-востоке — Цухта, на юго-западе — Мегеб и Салта.

## Население
| 1888  | 1895  | 1926  | 1939  | 1970  | 1989  | 2002  |
| ----- | ----- | ----- | ----- | ----- | ----- | ----- |
| 2408  | ↘1750 | ↘1698 | ↗2223 | ↗3117 | ↗4204 | ↗5687 |
| 2010  | 2021  |       |       |       |       |       |
| ↗6187 | ↗7429 |       |       |       |       |       |

### Национальный состав
По данным переписи населения 2002 года:
| Народы   | Численность | Процент |
| -------- | ----------- | ------- |
| даргинцы | 5664        | 99,6 %  |
| русские  | 13          | 0,2 %   |
| аварцы   | 7           | 0,1 %   |
| лезгины  | 1           | 0,1 %   |
| всего    | 5685        |         |

## История
Село Хаджалмахи появилось как отселок селения Цудахар примерно в конце XV — начале XVI века, название своё получило от имени первого поселенца Хужа, который начал строительство села и вернул людей из пещер. «Хужа появился и начал строить село в конце XV в начале XVI века». Долгое время село называли Худжал-ая, а не Хаджалмахи. Дословно если перевести с цудахарского диалекта даргинского языка «ая» — это аул, смысловой перевод «Худжал-ая» — это аул, в котором живут потомки Хужа, «Хужала» — это притяжательное наклонение от имени Хужа, соответственно «Хужала мащи» — это «отселок (поселение) Хужа». Впоследствии из-за сложности произношения на русском языке «Хужала мащи» или «Худжал-ая» появился своеобразный облегчённый для произношения на русском языке симбиоз обоих названий села («Худжал-ая» и «Хужала мащи») — «Хаджалмахи».
Первоначально село находилось на возвышенности, обосновывалось это необходимостью защиты села от нападений, происходивших нередко в те времена.

В 1837 году в Хаджмахи остановился Яков Костенецкий и описал его в своих записках:
Но вот мы вступили в Хаджалмахи. Красивее этой огромной акушинской деревни я ещё не видел. Она стоит на левой стороне ущелья, на высоком бугре, и чистые и белые её сакли живописно выставляются из за густой зелени садов, с трёх сторон её окружающих. Местоположение разделило эту деревню на части, из которых иные, имея не более пяти домов, тесно соединённых между собой и с возвышающимися четвероугольными башнями, очень бы годились для какой-нибудь сцены из рыцарских романов. При проход нашем чрез деревню, мужчины группами сидели на площадках около домов и спокойно на нас смотрели. Иные были одеты в описанных уже мной шубы, друге в чухах, а большая часть просто в синих или зелёных рубашках, совершенного русского покроя, надетых поверх шальвар и подвязанных поясом. Все они были без оружия, дебелые, рослые, мускулистые, а иные из них толстые как наши мясники
В 1847 году царские войска построили военное укрепление на этой местности, переселив жителей, проживающих там, в более низменную местность «шарли».
Во время Кавказской войны аул был разрушен, в 1871—72 годах Александр II проехал по всему Кавказу. 10 сентября 1871 года царь останавливался в селе Хаджалмахи. Планировавшаяся как триумфальная поездка императора, показала ему разрушенные аулы, вырубленные сады, голые поля, тощие стада и бездорожье. Как бы ни готовились к приезду императора, но скрыть было всё это невозможно. 
В 1873 году село посетил путешественник Владимир Вилльер де Лиль-Адам. Он описал аул следующим образом:
Ходжалъ-махи лежитъ въ низменной котловинѣ. Близь аула находится извѣетный Ходжалъ-махиневій водопадъ, который, падая узкой струей съ высоты нѣсколькихъ саженъ, образуетъ два колѣна, а въ третьемъ разсыпается и течетъ по отвѣсному камню
Хаджалмахинцы принимали активное участие в антисоветском восстании в Дагестане в 1920—1921 годов.

## Описание села
Является важным транспортным узлом, связывающий столицу Республики Дагестан город Махачкала с горными районами.
На сегодняшний день является селом с развитой инфраструктурой. 
Уроженцем села является автор двух мировых рекордов в упражнениях с гирей Шамиль Магомедов.
Уроженцем села является один из переводчиков Корана на русский язык профессор Османов, Магомед-Нури Османович
Хаджалмахи — одно из самых зажиточных сел в Дагестане, и в то же время оно крайне консервативное.

## Улицы
Улицы села:
| - А. Н. Хуторянского - Абдурахманова З. - В. В. Путина | - З.Абдурахманова - М.Каблиева - М.Муртузалиева | - Н. О. Османова - Ш. А. Ахмедова - Школьная |

## Основные роды занятий
- Садоводство (подавляющее большинство садов — абрикосовые)
- Вязание пуховых платков
- Выращивание томатов в теплице с 2018 года.

## Достопримечательности
- Вдоль села протекает река Казикумухское Койсу,
- водопад «Чахяя».
- «Лицо Шайтана» — очертания профиля на скале.
- Самая высокая точка села Хинтин бек (Красная вершина) находится на высоте 1600 м над уровнем моря.

## В кино
В селе снимался фильм «Пора красных яблок» (1981), жители села приняли участие в массовых сценах.

## Галерея

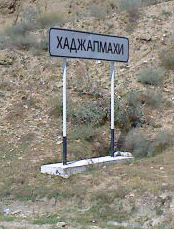
Указатель при въезде в село
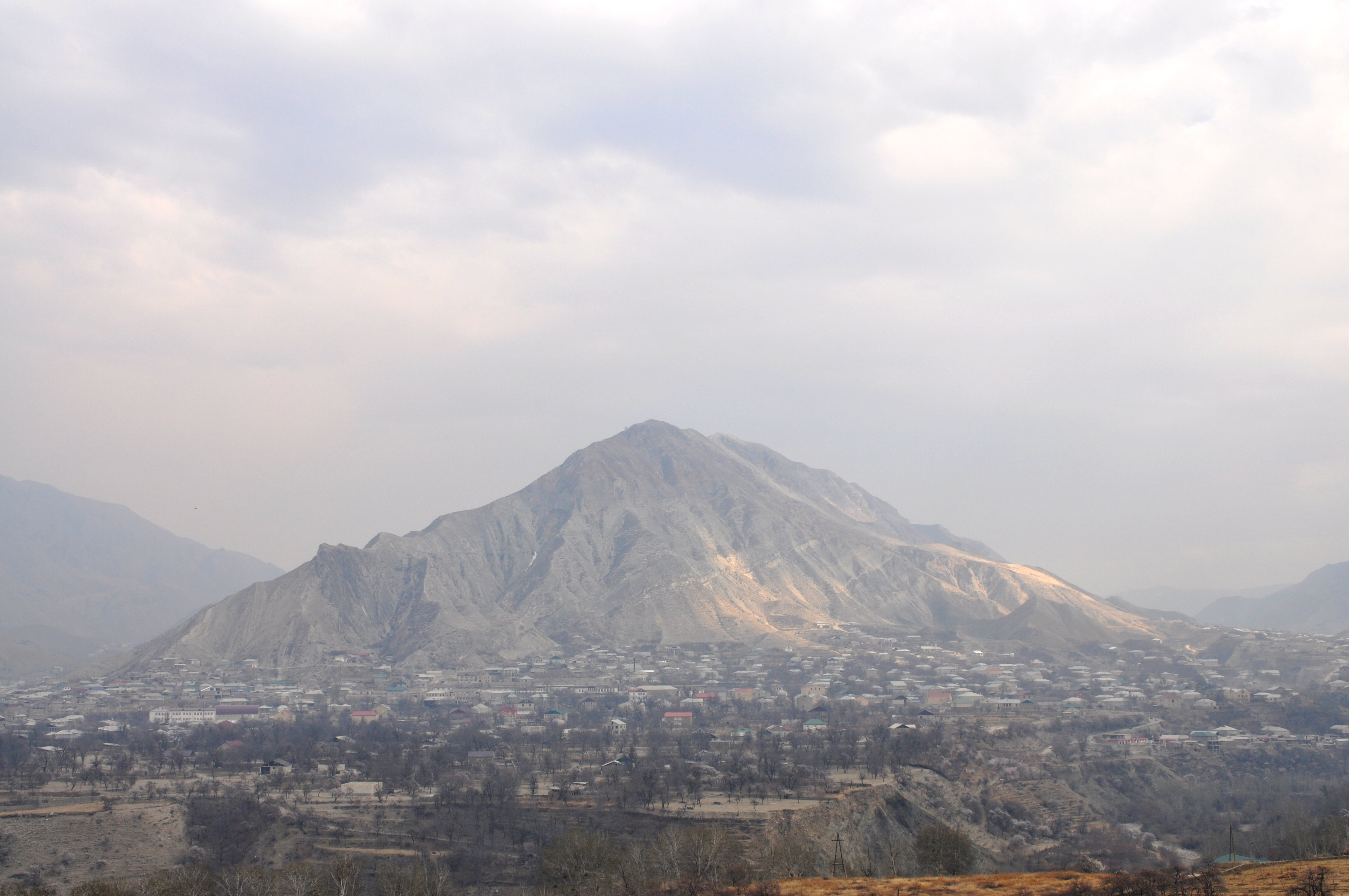
Вид на село
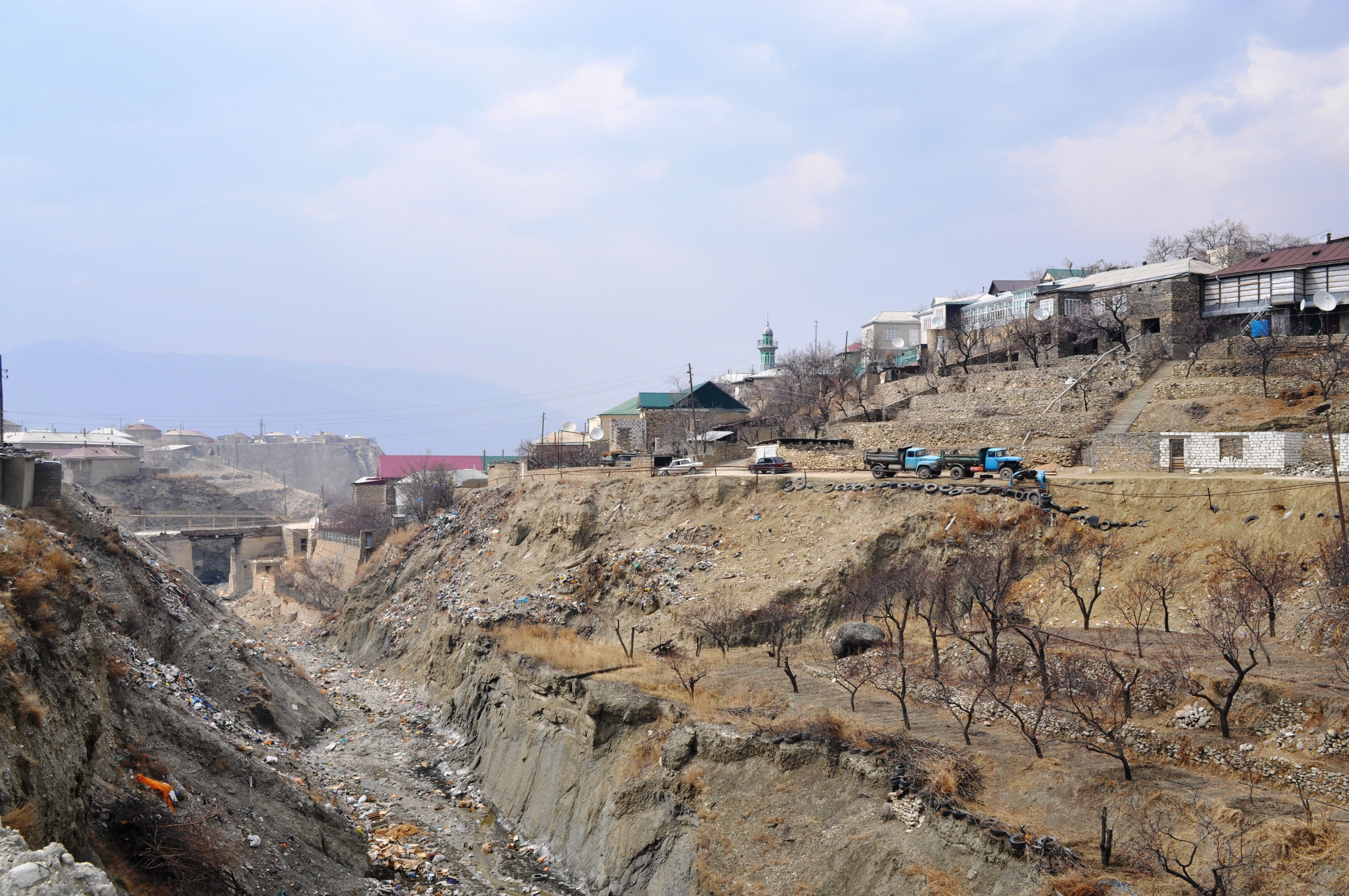
Вид на село
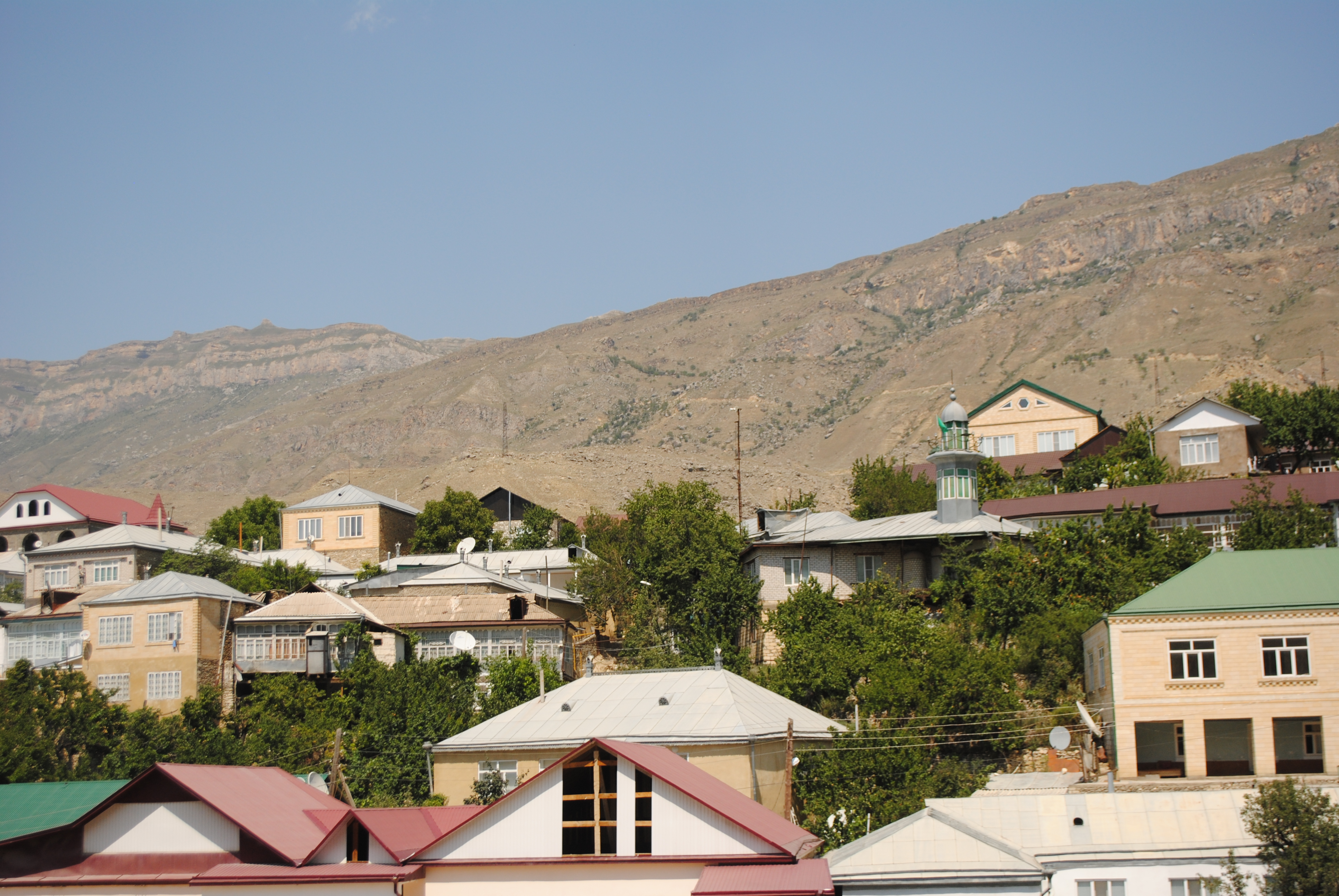
Один из видов на село